# Киреевские
Киреевские (Кереевские, Кириевские) — русский дворянский род татарского происхождения столбового дворянства.
Род происходит от Мисюра Киреева — литовского татарина, купленного князем Василием I в начале XV века. Его внук татарин Кирей Кривой бежал в 1440-е годы к польско-литовскому королю Казимиру и в 1471 году был его послом к хану Ахмату. Из этого рода происходит польско-литовская фамилия Киреевских, перешедших на русскую службу на рубеже XVI—XVII веков и утверждены в российском дворянстве (1618) (ОГДР. III. № 64).
Род Киреевских был внесён в VI часть родословной книги Орловской, Курской, Московской, Калужской и Тульской губерний (Гербовник, III, 64).

## Описание гербов

#### Герб Киреевский 1785 г.
В Гербовнике Анисима Титовича Князева 1785 года имеется две печати с изображением гербов Киреевских:
1. Герб Ивана Васильевича Киреевского: в серебряном поле щита, имеющего овальную форму, изображен белый одноглавый орёл с распростёртыми крыльями, стреляющий из лука. Голова орла повёрнута в правую сторону и из головы выходит три стрелы, остриём вверх. Щит помещен на княжескую мантию и увенчан обыкновенной дворянской короной.
2. Герб Киреевского (имя и отчество отсутствуют): в белом поле, из облака в нижнем правом углу выходит рука в чёрном, держащая остриём вверх серое копьё, на котором скрещены два серых копья, остриями вверх. Справа от копья серебряный полумесяц, а слева — серебряная же, восьмиконечная звезда. Над копьём красная шапка княжеского достоинства. Вокруг фигур пальмовые ветви, скрещенные внизу и перевязанные лентой[4].

#### Герб. Часть III. № 64.
В щите имеющем голубое поле, у подошвы щита, с правой стороны, изображена выходящая их облака рука, в красном облачении, с серебряным копьём положенным на две  серебряные стрелы крестообразно остроконечиями в верх летящие, между коими в верхней части находятся два золотых креста, а по сторонам на середине щита золотой полумесяц рогами в лево обращённый и шестиугольная звезда золотом же означенная. Щит увенчан обыкновенным дворянским шлемом с дворянской на нём короной. Намёт на щите красный подложен золотом.

## Известные представители
- Киреевский Алексей Немирович — стряпчий с платьем (1627-1629), дворянин московский (1636—1668), походный дворянин царицы Натальи Кирилловны в (1676).
- Киреевские: Михаил, Игнатий и Мелентий Львовичи,  Василий Семёнович — белёвские городские дворянине (1627—1629). Василий Семёнович Киреевский в 1618 году был пожалован вотчиной; его сыновья Иван и Тимофей участвовали в польских походах, а также в походах чигиринском и против Стеньки Разина. Василию Семёновичу в начале XVII века за осадное сиденье было пожаловано бывшее его поместье село Долбино в вотчину.
- Киреевский Григорий Григорьевич, Иван Игнатьевич, Истома и Михаил Григорьевичи, Никита Суетинович — стольники патриарха Филарета (1629—1631).
- Киреевские: Андриан Дмитриевич, Григорий Фёдорович, Иван Васильевич, Игнатий Кириллович, Михаил, Петр и Никифор Семеновичи, Немир и Роман Фёдоровичи, Пётр Дмитриевич, Юрий Митрофанович, Фёдор Михайлович - московские дворяне (1627—1690). Немир Фёдорович Киреевский был воеводой (1614—1625) в Валуйках, Лебедяни и Одоеве, а в 1616 году состоял при посольстве в Англию. Его брат Григорий Фёдорович был осадным головой в Гремячем (1616), а в 1627—1651 гг. составил межевые книги по Данкову, Сапожку, Ряжску и Рязани.
- Киреевские: Афанасий Дмитриевич, Дмитрий Семёнович, Иван Иванович, Михаил Михайлович — стольники (1629—1692).
- Киреевский Фёдор Иванович — стольник царицы Евдокии Фёдоровны (1692)[6].
- Киреевский Иван Васильевич (1806—1856) — русский религиозный философ, литературный критик и публицист.
- Киреевский Пётр Васильевич (1808—1856) — русский публицист, археограф и фольклорист.